# ASI
ASI of ASI-AS is een Japanse autotuner die is gespecialiseerd in het tunen van verschillende modellen van Ferrari en Bentley.

## ASI Green
Eind 2008 werd ASI Green opgericht, om de wat goedkopere en milieuvriendelijke modellen van tot nu toe alleen Toyota te tunen.